# الخامري

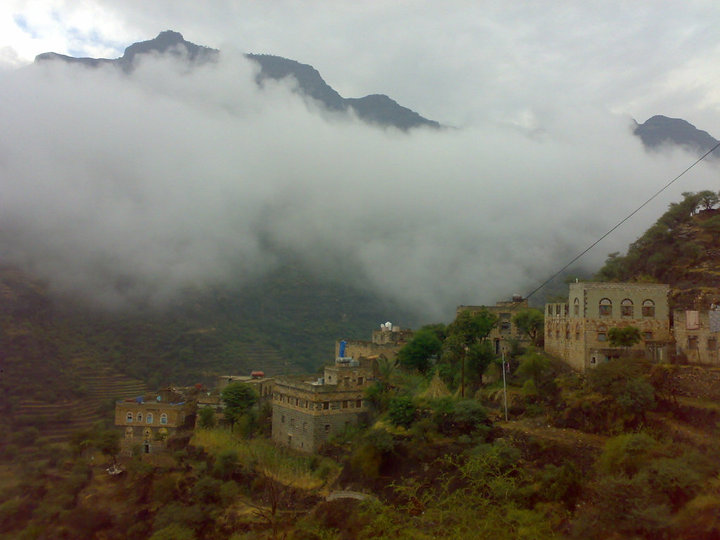
صورة لمنطقة الحجرية مكان تواجد الاخمور

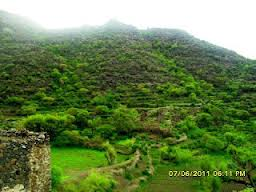
تعز ,الحجرية ,قرية الاخمور

آل خامر (بني خامر) قبيلة عربية أصيلة من قبيلة المعافر وأحدهم الخامري.
الخامري  بفتح الخاء المعجمة وكسر الميم وفي آخرها الراء المكسورة هذه النسبة إلى الاخمور، فهو زين بن شعيب بن كريب الخامري ثم المعافري من عزلة أخمور (تعز) وهم بطن من المعافر منازلهم اليوم في اليمن منطقة الاخمور من مديرية المواسط واعمال محافظة تعز الحجرية وهم كسائر القبائل يمتلكون الاسلحة، وهم الآن منتشرون في تعز و صنعاء والخليج ومنتشورن بكثرة في السعودية و الأندلس شاركو مع اخوانهم المعافر في فتح مصر والمعافر قبيلة يمنية قديمة يعود ذكرها إلى القرن السابع قبل الميلاد وينتمي لهم ملوك بنو عامر (الأندلس) في الأندلس ومنهم صحابة و تابعون وينسب إليهم الإمام القحطاني وهوأبو عبد الله محمد بن صالح المُعافري القحطاني .

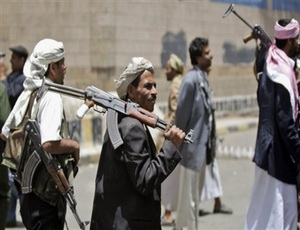
رجال من الحجرية يمسكون السلاح الروسي

## نسب الخامري
الخامري فهو زين بن شعيب بن كليب الأخموري يقال له الخامري بطن من قبيلة المعافر هذه النسبة إلى المعافر بن يعفر بن مالك بن الحارث بن مرة بن أدد ابن زيد بن يشجب بن عريب بن زيد بن كهلان بن سبأ بن يشجب بن يعرب بن قحطان بن عابر وهو النبي هود عليه السلام بن شالخ بن ارفخشذ بن سام بن نوح «عليه السلام» ابن لمك بن متوشلخ بن خنوخ وهو ادريس عليه السلام بن اليارد بن مهلائيل بن قينان بن أنوش ابن شيث هبة الله بن آدم « عليه السلام» .
وَلَدَ مَالِك بن الحَارِثَ بن مُرّة بن أُدَدٍ بن زَيْد بن يشجُب بن عَريب بن زَيْد بن كَهْلاَن بن سبأ بن يَشْجُب بن يَعْرُب بن قَحْطَان: عُمُرّاً، ويَعُفْرِاً.
فَوَلَدَ عُمُرّو: فكلاً، وهو خَوْلاَنُ.
فَوَلَدَ يَعُفْرِ بن مَالِك: المَعَافِرَ فَوَلَدَ خَوْلاَنُ؛ وهو فكلُ بن عُمُرّو بن مَالِك بن الحَارِثَ بن مُرّةَ بن أُدَدٍ بن زَيْد: حَبِيبٌاً، وعُمُرّاً، والأصْهَبَ، وقَيْساً، وكَعْباً، وسَعْدُاً، وبَكراً.
فَوَلَدَ حَبِيبٌ: جَبَاباً، فهم الجَبائِيوُن، وحرثاً وهم الحُرّثيون؛ وناَبِتاً، وهم النَابِتُيونَ.
وَوَلَدَ سَعْدُ بن خَوْلاَنُ: عَبْدِالله، ورَبِيعَةَ، وسَعْدُاً، وعُرَيْساً، وغَيْلاَن.
منهم: أبو مُسْلم الخَوْلاَنُي، وهو عَبْدِالله بن مِشْكم وأبو إدريس الخَوْلاَنُي كانَ فقيهاً، وهو عَائِذ الله بن عَبْدِالله

## اعدادهم
قبيلة ينسب إليها الكثير عامتهم في اليمن و السعودية ومصر و الأندلس وربع المعافر 
بمصر انتقلو حينما كانت الدولة الإسلامية دولة واحدة، ينسب إليهم الكثير واعداهم كثيرة فهي مثل همدان بالعدد فكانت هي وهمدان في القرن 8 الهجري من أكبر القبائل على لسان ابن خلدون
فيقال انهم 9 ملايين شخص لكنهم منتشرون بالجزيرة العربية.

## مناخ
الطقس في الحجرية معتدل وجميل في أغلب الأوقات، ويبلغ متوسط درجة الحرارة اليومية خلال شهر أغسطس 25 درجة مئوية. و معدل سقوط الأمطار السنوي في تعز حوالي 600 مليمتر .
تتمتع مدينة الحجرية بمناخ معتدل بارد طوال العام تقريباً، وهو ما يمكن تبينه من خلال قيم المتوسط السنوي لمؤشر درجة الحرارة – الرطوبة ( THI ) لمدينة الحجرية خلال العقد والنصف الأخير من القرن العشرين الذي يتضح منه أن هذا المؤشر قد مال للتغير النسبي، خلال الأشهر أكتوبر – فبراير مسجلاً درجات تتراوح بين 18.7 درجه في أكتوبر إلى 17.3 درجه في يناير، وهو متوسط قد يجعل المقيمين بالمدينة يشعرون بالبرودة، في حين أن هذا المتوسط يرتفع من 18.1 درجة في شهر مارس إلى 20.4 درجة في شهر يونيو، وهي قيم تعنى في التحليل النهائي أن قاطني المدينة يعيشون في ظل مناخ غاية في الاعتدال خلال ثلثي السنة، وحتى خلال شهري يوليو وأغسطس اللذين ترتفع خلالهما الحرارة إلى 25 درجة .
وهكذا فمدينة الحجرية من أكثر مناطق اليمن اعتدالاً وقابلية للسكن والعيش ومعلوم أثر المناخ المباشر على النشاط الإنساني وهو في حالتنا هذه أحد عناصر الإضافة النوعية إلى موضع المدينة .
وتعد مدينة الحجرية التي في تعز المدينة الأغزر مطراً في اليمن بعد مدينة إب حيث يصل المعدل السنوي للأمطار التي تهطل على مركز المدينة خلال الفترة من إبريل إلى أكتوبر إلى 619ملم وتتركز الأمطار في سبعة شهور وبكميات مختلفة إذ يسقط حوالي 20% منها في شهري مارس يونيو و 40% في الأشهر (أبريل و مايو و يونيو) ، والنسبة الباقية 40 % في الأشهر (أغسطس و سبتمبر و أكتوبر) .

## ومن اللذين ينسب اليهم
- أبو عبد الله محمد بن صالح المعافري القحطاني المعروف بالإمام القحطاني صاحب نونية القحطاني.

## الصحابةوالتابعون
- أبو عبد الرحمن عبد الله بن يزيد المعافري (ولقد ذكره البخاري وروى عن الرسول عدة أحاديث)
- أبُو عَامِرٍ الْمَعَافِرِيُّ
- مالك بن عبد الله المعافري
- عبيد بن محمد المعافري
- حيي بن عبد الله بن شريح المعافري
- بَكْرُ بْنُ عَمْرٍو الْمَعَافِرِيُّ
- عَمْرِو بْنِ أَبِي نُعَيْمَةَ الْمَعَافِرِيِّ

## الملوك
ملوك الأندلس:
محمد بن أبي عامر (367 - 392 هـ/978 - 1002م): مؤسس السلالة والحاكم الفعلي لخلافة قرطبة في عهده.
- عبد الملك بن محمد العامري (392 - 399 هـ/1002 - 1008م): ورث الحكم في قرطبة.
- المنصور بن عبد العزيز (؟ - 452 هـ/1021 - 1061م): فرَّ من قرطبة بعد نزاعٍ مع أخيه، وانتقل إلى حكم بلنسية.
- عبد الملك المظفر (452 - 457 هـ/1061 - 1065م): حكم بلنسية حتى سقوطها في يد المعتضد.
- أبو بكر محمد بن عبد العزيز (1076 - 1085م): أحيا الدولة من جديد.
- أبو عمر عمرو عثمان بن أبي بكر (1085 - 1086م): نهاية بني عامر.

حكام بني عامر في مرسية:
- أفلح العامر (1010 - 1014م).
- خيران الصقلبي (1014 - 1028م).
- زهير الصقلبي (1028 - 1038م).